# 第48回全国高等学校ラグビーフットボール大会
第48回全国高等学校ラグビーフットボール大会（だい48かいぜんこくこうとうがっこうラグビーフットボールたいかい）は、1969年（昭和44年）1月1日から9日まで近鉄花園ラグビー場で行われた全国高等学校ラグビーフットボール大会である。優勝校は、秋田県の秋田工業高校（13回目)。

## 日程
- 1月1日 1回戦
- 1月3日 2回戦
- 1月5日 準々決勝
- 1月7日 準決勝
- 1月9日 決勝

## 出場校
- 北北海道 遠軽 （2年ぶり2回目）
- 南北海道 函館北 （2年ぶり2回目）
- 東奥羽 黒沢尻工（岩手県） （3年連続4回目）
- 西奥羽 秋田工（秋田県） （3年ぶり32回目）
- 南東北 佐沼（宮城県） （3年ぶり4回目）
- 東関東 水戸農（茨城県） （5年ぶり9回目）
- 北関東 朝霞（埼玉県） （初出場）
- 南関東 日川（山梨県） （8年ぶり2回目）
- 東京都 成蹊 （4年ぶり2回目）
- 東京都 目黒 （2年連続2回目）
- 神奈川 東海大相模 （初出場）
- 北陸 羽咋工（石川県） （2年ぶり3回目）
- 東中部 下伊那農（長野県） （2年連続3回目）
- 東中部 新潟工（新潟県） （3年連続3回目）
- 愛知 津島商工 （初出場）
- 三岐 岐阜工（岐阜県） （2年連続7回目）

- 京滋 花園（京都府） （2年ぶり4回目）
- 大阪府 近大附 （初出場）
- 大阪府 淀川工 （2年ぶり8回目）
- 兵庫 報徳学園 （4年ぶり4回目）
- 奈良 天理 （14年連続26回目）
- 東中国 広島工（広島県） （5年ぶり2回目）
- 西中国 山口農（山口県）  （8年連続8回目）
- 北四国 新田（愛媛県） （4年連続12回目）
- 南四国 貞光工（徳島県） （2年連続6回目）
- 福岡県 福岡 （4年連続28回目）
- 福岡県 福岡工 （4年ぶり10回目）
- 西九州 龍谷（佐賀県） （2年ぶり7回目）
- 大分 大分水産 （11年ぶり2回目）
- 南九州 諫早農（長崎県） （3年連続3回目）
- 南九州 玉龍（鹿児島県） （2年ぶり3回目）
- 前年度優勝校:福岡電波（福岡県） （5年連続6回目）

## 試合時間
全試合25分ハーフ。同点の場合は抽選にて次回進出校を決める。

## 試合

### 1回戦
- 秋田工 34 - 8 福岡
- 近大附 28 - 3 水戸農
- 花園 6 - 5 佐沼
- 岐阜工 25 - 3 広島工
- 玉龍 8 - 6 津島商工
- 下伊那農 12 - 11 新田
- 成蹊 14 - 0 竜谷
- 天理 22 - 3 東海大相模

- 諫早農 17 - 5 黒沢尻工
- 淀川工 11 - 0 朝霞
- 貞光工 19 - 6 羽咋工
- 日川 33 - 0 大分水産
- 函館北 9 - 3 山口農
- 報徳学園 19 - 5 新潟工
- 福岡工 8 - 3 遠軽
- 目黒 32 - 6 福岡電波

### 2回戦
- 秋田工 9 - 8 近大附
- 岐阜工 5 - 3 花園
- 下伊那農 27 - 14 玉龍
- 天理 27 - 6 成蹊

- 諫早農 3 - 0 淀川工
- 日川 16 - 6 貞光工
- 函館北 16 - 14 報徳学園
- 目黒 36 - 3 福岡工

### 準々決勝
- 秋田工 16 - 11 岐阜工
- 天理 9 - 0 下伊那農

- 諫早農 20 - 6 日川
- 目黒 19 - 0 函館北

### 準決勝
- 秋田工 33 - 3 天理
- 目黒 31 - 5 諫早農

### 決勝
秋田工が4年ぶり13回目の初優勝を果たした。
- 秋田工 26 - 6 目黒